# (106545) Colanduno
(106545) Colanduno est un astéroïde de la ceinture principale.

## Description
(106545) Colanduno est un astéroïde de la ceinture principale. Il fut découvert le 28 novembre 2000 à l'observatoire Junk Bond par Jeffrey S. Medkeff. Il présente une orbite caractérisée par un demi-grand axe de 3,04 UA, une excentricité de 0,09 et une inclinaison de 0,6° par rapport à l'écliptique.

## Compléments